# Emiel Goelen
Emiel Goelen (Bonheiden, 4 september 1946 – Keerbergen, 1 maart 2015) was een televisiepresentator en mediafiguur voor de VRT. Hij presenteerde jarenlang samen met Rita Van Neygen het consumentenprogramma Op de koop toe. Hierbij werd hij bekend met de uitspraak, "U kijkt toch ook?", waarbij hij naar de kijker wees. Dit werd later door meerdere programma's geparodieerd.
In 1997 verdween hij van het scherm na een door de Raad van State ongegrond verklaard ontslag. Daarna was hij lange tijd actief als magazinemaker.

## Biografie

### Jeugd en opleiding
Emiel Goelen was de zoon van een Belgische vader en een Servische moeder. Hij liep school aan de Rijksmiddelbare School (RMS) van Mechelen en later aan het Atheneum van Keerbergen. Na zijn middelbare studies voltooide hij zijn opleiding als tolk. Na een jaar zelfstudie slaagde hij in 1977 in zijn examens voor tv-producer.

### Televisiecarrière
Emiel Goelen presenteerde eind jaren 80, begin jaren 90 zijn eerste televisieprogramma's op de BRTN. Na de tv-cursus Frans Bonjour la France, maakte hij vooral praatprogramma's zoals De Steek-Er-Wat-Van-Op-Show en het muzikale praatprogramma Op De Afspraak.
Zijn bekendheid nam echter het meest toe als presentator van het consumentenprogramma Op de koop toe dat jarenlang in de top 5 stond van de beste bekeken televisieprogramma's op de openbare zender. Zijn copresentatrice was Rita van Neygen en samen met haar controleerden en recenseerden ze producten. In de trailers voor het programma eindigde hij steevast zijn betoog met de uitspraak: "U kijkt toch ook?", waarop hij naar de camera wees. Deze catchphrase wordt na al die jaren nog steeds met hem geassocieerd.
Goelen was ook af en toe als panellid te zien in het programma De Drie Wijzen.
Een ander programma waarin hij als vast panellid zetelde was het spelprogramma Zeg eens euh!.
In 1997 kwam er aan Goelens tv-carrière een abrupt einde toen de VRT (Piet Van Roe) hem ontsloeg om 12 redenen. De Raad van State besliste dat Goelen onterecht ontslagen was en de VRT werd bevolen het ontslag in te trekken. Goelen verkoos niet naar het scherm terug te keren, maar bleef wel personeelslid van de VRT.

### Na 1997
Goelen werkte daarna nog voor De Persgroep (Sparta/Magnet Magazines). Hij vormde het reisblad Outside om tot Outside Goed Reizen, startte het magazine Genieten - dat nog steeds bestaat - en richtte voor Sparta het blad Autowereld op, dat De Persgroep in 2007 verkocht aan Produpress, uitgevers van onder meer De Autogids. Ook heeft hij enige tijd in de Expertencommissie voor Overheidscommunicatie van het Vlaams Parlement gezeten voor de partij Vlaams Belang.
Sinds circa 2008 leed Goelen aan een trage vorm van ALS. Als gevolg daarvan overleed hij in 2015 op 68-jarige leeftijd.

## Trivia
- Het kinderprogramma Postbus X wijdde ooit een hele aflevering aan Op de koop toe. Goelen en Van Neygen riepen in de episode de hulp in van Postbus X in verband met een autobedrijf dat ze maar verdacht vonden.[5]
- Vanwege zijn bekendheid werd Goelen vaak geparodieerd in komische televisieprogramma's: in Buiten De Zone speelde Bart De Pauw ooit een detective die twee rijkswachters voor de gek houdt door "Daar! Emiel Goelen!" te roepen.
- Mark Uytterhoeven dreef ooit in zijn programma Morgen Maandag (1993) de spot met Emiel Goelen. Hij liet eerst een fragment zien uit een van Goelens praatprogramma's. In het fragment had Goelen een jonge vrouw te gast die hem op zeker moment met een bepaalde seksueel getinte opmerking in verlegenheid bracht. Goelen kwam hierop even niet meer uit zijn woorden.